# Умри мушки 2
Умри мушки 2 (енгл. Die Hard 2) је амерички акциони филм редитеља Ренија Харлина из 1990. године. Овај филм је други по реду дио акционог филмског серијала Умри мушки са Брусом Вилисом у улози полицајца Џона Маклејна.
Маклејн чека своју супругу на аеродрому Далес у Вашингтону кад терористи преузимају аеродром. Маклејн мора да спречи терористе у њиховој намери пре него што авион његове супруге и других авиона који круже изнад аеродрома, не остану без горива и сруше се.
Филм је снимљен по роману Волтера Вејџера, 58 минута. Радња је слична филму: полицајац мора спречити терористе који су заузели аеродром док му жена кружи у авиону изнад. Има 58 минута пре него што се авион сруши.
Уз велики успех оригинала, филм је био финансијски погодак, то значи да је зарадио релативно позитивне критике. Роџер Иберт, иако је приговорио због неких погрешака у радњи, описао је филм као „страшну забаву“.

## Радња
Радња почиње на Бадње вече 1990, тачно годину дана након догађаја из првог филма (у једном тренутку Маклејн спомиње како се нашао у сличној ситуацији с терористима). Џон Маклејн, сада полицајац из Лос Анђелеса, након помирења са својом супругом Холи Џенаро Маклејн, на аеродрому у Вашингтону чека њен повратак из Калифорније. Постаје сумњичав након што је угледао групу мушкараца, обучених у војне униформе, како носе пакет и нестају у забрањеном подручју, сектору за утовар пртљага. Џон Маклејн их следи, а окршај почиње када Маклејн убија једног од мушкараца, али остали су успели да побегну.
Маклејн тражи аеродромског полицајца, глупог капетана Кaрмајна Лоренца, који одбацује сумње и каже Маклејну како то „хулигани краду пртљаге“. Међутим, Маклејн му се супротставља рекавши како је један од њих носио Глок 7 пиштољ, ретки пиштољ дизајниран како би прошао кроз детектор метала, нешто што обични лопови не би имали (у стварности, такво оружје уопште не постоји). Маклејн почиње своју истрагу. Узима отиске прстију којег је убио и факсом их пошаље Алу Пауелу (свом партнеру из првог филма) како би провео кроз базе података, укључујући и Интерпол. Испада да је војник мртав, што је кривотворио како би створио лажни идентитет. Маклејн почиње сумњати како је човек део плана како заузети аеродром.
Како се временске прилике погоршавају, пуковник Стјуарт, планира како ће задржати авионе, њихове путнике и посаду у аеродрому док не дочека деспотског генерала из Средње Америке, Рамонa Есперанцу, који долази на аеродром након хватања у властитој земљи. Стјуартова екипа успева да уђе у аеродром како би поставила радар који ће надзирати све доласке авиона на аеродром Далес. Осим тога, Стјуарт је поставио своју базу у једној цркви, недалеко од аеродрома, окренутој тачно према контролном торњу.
Маклејн се потајно увлачи у торањ како би разговарао директно са шефом контроле авионског промета, Трудоом. У том тренутку Стјуарт преузима контролу над аеродромом. Са својим покушајима, због присутности новинарке Саманте Колман, Маклејн је избачен из торња. Како улази у лифт с Колманом, одаје јој тајну о Стјуарту, којег је и она видела малопре. Маклејн повезује причу; Стјуарт је морао да одступи са своје позиције под притиском Конгреса САД, због корупције и сада тражи освету. Маклејн одлази у канализацију аеродрома.
Трудо и његова екипа контактирају долазеће авионе како неће моћи слетети (не спомињу како су терористи преузели контролу над аеродромом и над системом комуникација и навигације), то да ће морати кружити изнад аеродрома. Трудоов шеф комуникација, Бернс, са својом екипом одлази до антене како би ручно успоставио контакт с авионима који круже. Његову екипу специјалаца нападају Стјуартови људи (пре него што је истеран из контролног торња, Маклејн је успео да сазна где се налази локација антене). Стјуарт се свети за смрт својих људи рушењем британског авиона, убивши све путнике и чланове авиона. Маклејн очајничким покушајима жели да спречи масовно убиство.
Маклејн се враћа у подрум аеродрома. Радник у подруму, Марвин, који му је пре помагао да пронађе торањ с антеном, има воки-токи који је испао једном од чланова Стјуартове екипе. Преко радија Маклејн чује како се приближава Есперанцин авион (Есперанца је убио екипу која га је чувала и сада држи авион под контролом уз помоћ Стјуарта). Маклејн излази на писту аеродрома и накратко успева ухватити Есперанцу, док не долазе Стјуартови људи како би спасили генерала. Маклејн се скрива у кокпиту Есперанциновог авиона. Стјуарт и његови људи почињу пуцати из свог оружја на авион, и убацују неколико граната унутра. Маклејн улази у пилотску кабину и катапултира се заједно с пилотском седиштем.
На аеродром стиже екипа војних специјалаца. Њихов вођа, мајор Грант је некада служио са Стјуартом и тврди да зна његову тактику. Бернс претпоставља да је Стјуартова база у близини аеродрома. Он и Маклејн проналазе цркву где се Стјуарт скрива. Након што Маклејн убија једног чувара цркве (члан Стјуартове екипе), појављује се Грант и почиње обрачун. Стјуарт и његови људи и Есперанца успевају да побегну на моторима за снег. Маклејн полази на њима, али узео је једну пушку. Маклејн проверава пушку и схвата да су у њој — ћорци!
Маклејн се враћа на аеродром и открива Лоренцу како Грант и Стјуарт заправо раде заједно; за „илустрацију“ Маклејн почиње пуцати из своје пушке (кош напуњене ћорцима) у Лоренца. Коначно уверен, Лоренцо мобилизује полицију да се приближе хангару у којем се налази Боинг 747 који је Стјуарт тражио како би побегао.
Међутим, игром случаја, Холи Маклејн се неочекивано нашла у истом авиону као Ричард Торнберг, новинар који је извргнуо опасности њу и Маклејна током њиховог заједног сусрета. Како Торнберг није постао ништа успешнији у међувремену (захваљујући својим преватреним извештајима), Холи Маклејн почиње уживати повлашћени статус од стране посаде након што су ови чули за њихов „однос“. Међутим, кад су путници сазнали за терористичке претње, Холи и Торнберг схватају како нешто „не штима“; Торнберг, слушајући разговор у контролном торњу, одлучује направити јављање уживо из авиона. Гомилу у аеродрому хвата паника. Након јављања из авиона којем је сведочила, Холи омамљује Торнберга омамљивачем који је носила старица до ње.
Маклејн проналази Саманту Колман испред аеродрома. Узима хеликоптер и креће за Стјуартом авионом, који је спреман за полетање. Успева скочити на крило и почиње окршај с војником Грантом. Након кратког обрачуна, Грант завршава у једном од мотора авиона. Стјуарт долази на крило и одбацује Маклејна с авиона. Падајући, Маклејн отвара поклопац за гориво на мотору. Гледајући како авион узлеће, узима свој упаљач како би запалио гориво, али пре експлозије изговара: „Yippee-ki-yay, motherfucker“. Гориво се запаљује и авион експлодира, убивши све унутра. Осим тога, запаљено гориво послужује као светло за слетање другим авионима. Маклејн проналази Холи међу путницима. Након што је Лоренцо дао Маклејну божићни дар цепа казну за паркирање а Марвин их одвози с аеродрома.

## Улоге
| Глумац              | Улога                                 |
| ------------------- | ------------------------------------- |
| Брус Вилис          | Џон Маклејн                           |
| Бони Бедилија       | Холи Џенаро Маклејн                   |
| Вилијам Садлер      | пуковник Стјуарт                      |
| Џон Ејмос           | мајор Грант                           |
| Франко Неро         | генерал и нарко дилер Рамон Есперанса |
| Денис Франц         | капетан Кaрмајн Лоренцо               |
| Вилијам Атертон     | репортер Ричард Торнберг              |
| Арт Еванс           | Лесли Барнс                           |
| Фред Далтон Томпсон | Ед Трудо                              |
| Том Бауер           | Марвин                                |
| Реџиналд Велџонсон  | наредник Ал Пауел                     |
| Шејла Макарти       | репортерка Саманта Колман             |
| Роберт Костанцо     | Вито Лоренцо                          |
| Колм Мини           | пилот авиона Windsor Air-114          |
| Роберт Патрик       | најамник О’Рајли                      |
| Дон Харви           | Стјуартов помоћник Гарбер             |
| Џон Легвизамо       | најамник Берк                         |
| Вонди Кертис Хол    | најамник Милер                        |
| Марк Бун млађи      | најамник Шокли                        |
| Џон Кастело         | Освалд Кокран                         |

## Зарада
Умри мушки 2 је био најуспешнији од филмова из серијала на америчком тржишту. Филм је у првом викенду приказивања зарадио 21.744.661 долара, а укупно 117.540.947 долара у САД-у. У иностранству је зарадио 122 милиона долара, што значи 239.540.947 долара укупно. Умри мушки 2 је био 7. на ранг листи највећих хитова 1990.

## Занимљивости
- Филм није сниман на аеродрому Далес, него на бројним другим локацијама. Већина кадрова терминала снимљена је на ЛАКС у Лос Анђелесу, а други на пистама других аеродрома, као што је онај у Денверу, који је сада затворен. Разлог је био то што су продуцентима били потребни снимци на којима пада снег, којег има у Денверу. Неке сцене писте снимљене су на аеродрому у Кинросу, Мичиген.
- Путници у авиону гледају једну од раних епизода Симпсонових, названу There's No Disgrace Like Home.
- У филму се спомиње Вал Верде, измишљена латиноамеричка земља коју је Фокс користио и у другим филмовима, као што је Командос.
- У сцени у којој Маклејнова жена, Холи, прича са старицом до себе, старица вади омамљивач из своје торбице. Док то ради, видимо и часопис који старица чита, а на њему је постер филма Смртоносно оружје.
- Кад се филм приказивао у биоскопу у Преторији, Јужноафричка Република, лагани авион постављен је на кров локалног мултиплекса како би промовисао филм. Ово се обило о главу јер је узроковало неколико озбиљних саобраћајних несрећа.